# Ялтушків

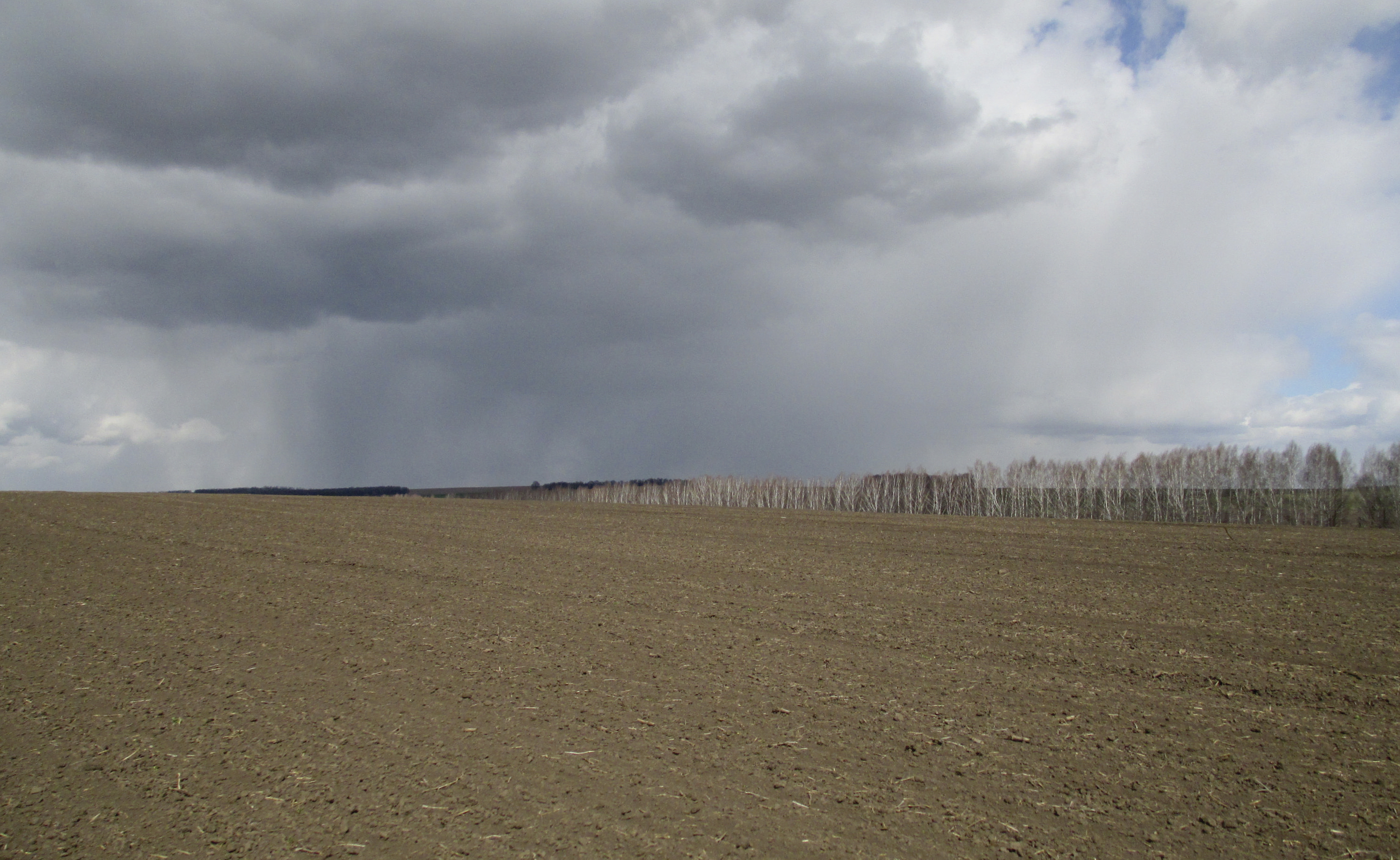
урочище Борисове Поле

Ялтушкі́в — село в Україні, у Барській міській громаді Жмеринського району Вінницької області.

## Географія
У селі річка Безіменна впадає у Лядову, ліву притоку Дністра.

## Археологічні пам'ятки

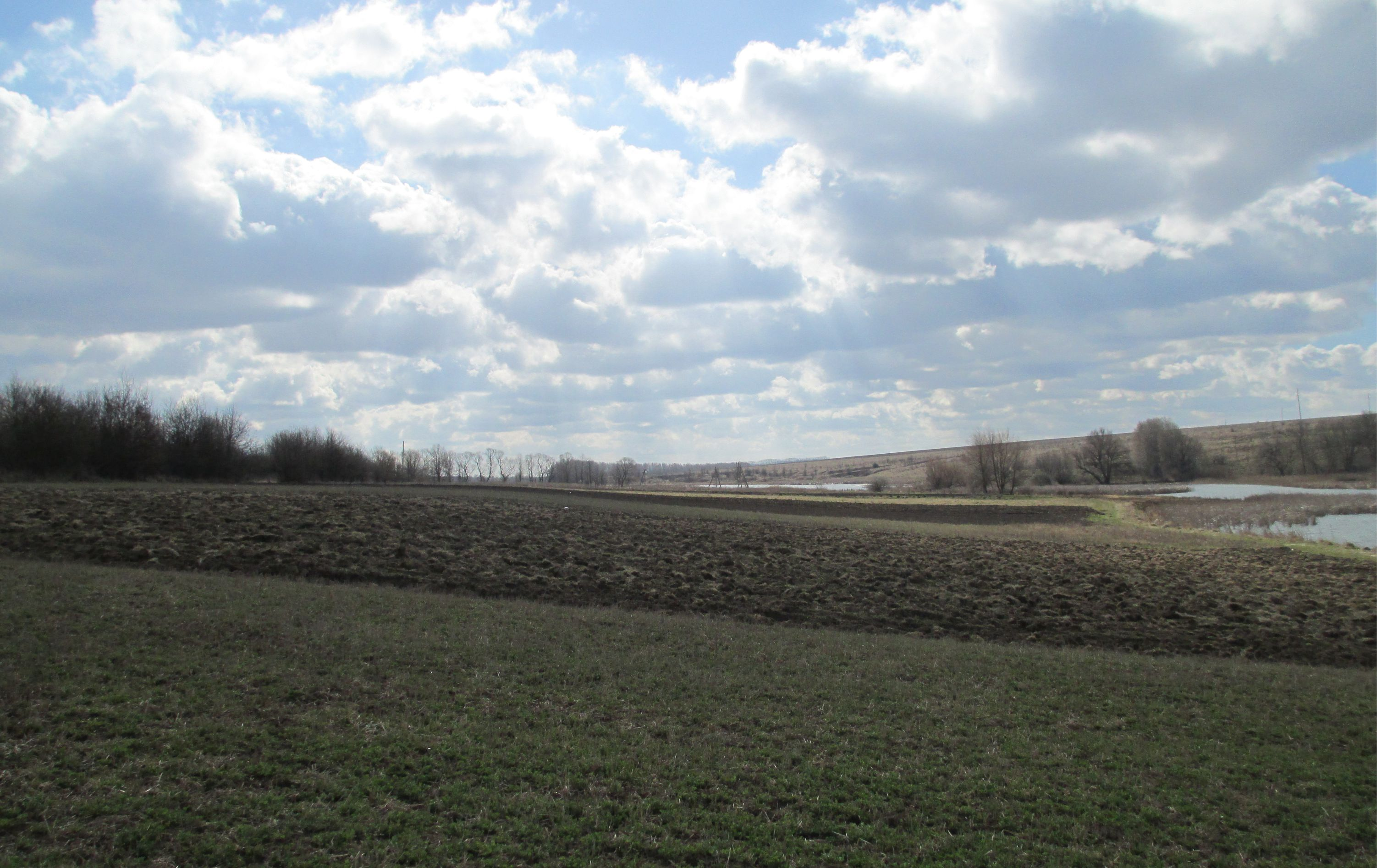
поле Ялтушків

У селі виявлено 2 поселення трипільської культури. Перше поселення — найбільше трипільське поселення у Придністров'ї. розташоване на південний схід від села, на похилому правому березі р. Лядова, в урочищі Борисове Поле, займає довгий мисоподібний виступ плато, утворений вигином річки. Площа становить 100—120 га. Планування, ймовірно, концентричними колами з радіальною забудовою центральної ділянки. Поселення було відкрито у 1965 р. розвідками краєзнавця В. Д. Гопака. Досліджувалася В. П. Прилипком, С. М. Рижовим і В. О. Шумовою у 1978, 1983, 1993 рр. Розкопано 2 житла-«площадки». Матеріали зберігаються у фондах Вінницького краєзнавчого та Вінницького обласного художнього музеїв. Пам'ятку віднесено до петренської групи початку етапу СІ.
Друге поселення трипільської культури розташоване на північно-східній околиці села, займає схили лівого берега р. Лядова. На поверхні виявлена кераміка з поліхромним розписом та заглибленим орнаментом. Пам'ятка відкрита у 1965 р. краєзнавцем В. Д. Гопаком, віднесено до етапу BI-BII.

## Історія
Містечко Ялтушків згадується з 1431 р. Того року після жорстокої боротьби Польщі та Литви за Поділля, стало польським замком.
У листі Ягайла до Свидригайла (22 жовтня 1431), король скаржиться на Федька Несвізького, який відмовляється повернути старості Теодорику Бучацькому, Ялтушків, який належав до Кам'янця.
1440—1450 стає важливим пунктом Побужжя. Стає містечком з 1537 року, коли його придбала королева Бона Сфорца. Магдебурзьке право дано десь 1546 р. Саме такий рік зазначено в церквно-парафіяльному літописі (ЦПЛ) м. Ялтушків, який зберігається в Камянець-Подільскому Історичному Музею Заповіднику (КПІМЗ).
У 1550 р. стався напад волохів. Ялтушків розташовувався над самим Татарським шляхом, тому часто піддавався нападам турецько-татарським загарбникам. Так, у 1549, 1568 і 1569 рр. татари спустошили містечко.
В 1672—1699 роках за Бучацьким договором Поділля разом із Ялтушковом був під владою Туреччини.
На місті старої церкви, у 1721 році на кошти прихожан будують нову, Свято-Троїцьку. У храмі зберігався образ св. Миколая, створений у 1790 році ротмістром Балтазаром Момбенем. Коли під час великої пожежі 1859 року в містечку ледь не згоріла церква, віряни винесли ікону і вітер змінив свій напрямок. Цей храм проіснував до 1876 року, коли збудували іншу Троїцьку церкву.
У 1844 році у Ялтушкові діяли цегельний, винокурний, пивоварний заводи. Усі вони належали місцевому пану.
Присілок Бригидівка за інформацією в ЦПЛ — заснований в 1814 році та заселений однодворцями (чиншовною шляхтою).
Католицький костел в м. Ялтушків за інформацією в ЦПЛ збудований в 1788 році.
У 1860 році заснований Ялтушківський цукроварний завод.
З 1879 року відкрито церковно-приходську школу, а у 1898 році на кошти прихожан для неї побудовано нову будівлю.
У 1881—1884 на кладовищі побудовано дерев'яну церкву без дзвіниці на честь Казанської Божої Матері. При будівництві використано іконостас Троїцької церкви 1721 року.
На 1885 Ялтушків — колишнє власницьке містечко Терешківської волості Могилівського повіту при річці Лядова, 138 дворів, 1646 осіб, православна церква, костел, синагога, школа, 6 постоялих дворів, 5 постоялих будинків, 10 лавок, водяний млин, бурякоцукровий завод.
На 1893 містечко Ялтушків (з приселками Брегидівка, Патернава і Філяцівка) має 376 дворів, 2870 осіб.
За переписом 1897 року кількість мешканців зросла до 3533 осіб (1724 чоловічої статі та 1809 — жіночої), з яких 2167 — православної віри.
На 1905 містечко Ялтушків належить товариству Ялтушківського цукроварного заводу, та разом з присілком Бригидівкою яка належить Красовському має 405 дворів, 3292 осіб. Є поштова станція, земська станція, православна церква, римо-католицький костел, 2 єврейських молитовних школи, церковно-приходська школа, поштово-телеграфне відділення, станова квартира, урядницький пункт, міщанське управління, заводська лікарня, цукроварний завод, аптека, 2 аптечних склади, зубо-лікарський кабінет, 3 заїжджих доми.
У 1913 з приселком Бригидівкою і с. Ялтушківською Слободою має 5599 осіб. Є поштова станція та поштово-телеграфна контора. Діяли двокласне та однокласне училище, школа, дві церковно-приходські школи, церква, костел, два єврейські молитовні доми, земська лікарня та лікарня при цукровому заводі, аптека, трактир, лісовий склад, безліч лавок та мануфактур. Двічі на місяць, по четвергах, тут проводились ярмарки.

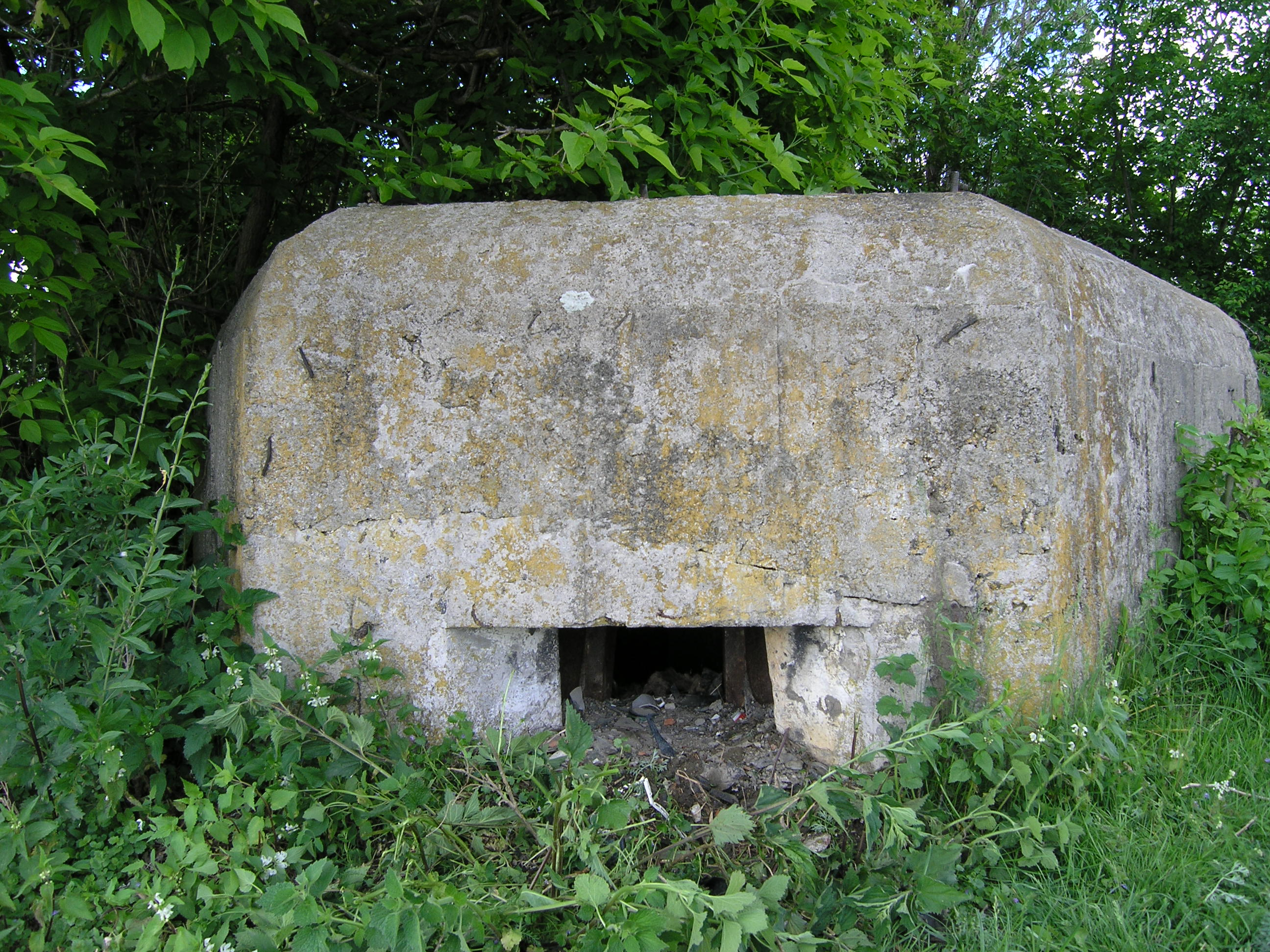
ДОТ Ялтушків

Також відомі Ялтушківська Слобода (зараз західна частина села), що прилягала до Ялтушкова зі сторони озерця, що місцеві прозвали Гнилим ставком, землями якої наприкінці XIX століття володів воєвода Червоногородський, дворянин Казимір Клементійович Крассовський (1320 десятин).
Підлісний (Посад) Ялтушків відомий з 1563, названий від імені засновника козака Ялтуха. Велика частина земель належала дворянину Антону Августовичу Червинському (943 десятини) та купцю Василю Захаровичу Кобилянському (577 десятин), менша частина — дворянину Григорію Івановичу Бачинському (191 десятина). Тут у 1780 році побудовано дерев'яну церкву св. Трійці. У 1873 році вона була розібрана та поруч побудована нова, з іншим іконостасом. В 1873 році поблизу церкви з'являється капличка в пам'ять Олександра II. Діяла церковно-приходська школа та однокласне училище, Верхівська земська лікарня та декілька мануфактур.

### Ялтушків у складі УРСР
Після лютневої революції 1917 року, в січні 1918 року тут встановлено Радянську владу.
З 1921 року починає працювати шкіряний завод та селекційна станція.
У 1922 виникає комсомольська організація.
7 березня 1923 року утворено Ялтушківський район, центром якого став Ялтушків. Завершено відновлення цукрового заводу, 12 майстерень, 4 цегельні, друкарня та млин.
Тут 1928 року працювало дві семирічні школи, одна з яких стане середньою у 1934.
У 1929 році починається насильницька колективізація селян. 1930—1932 масові висилки власників господарств до Сибіру та Карелії.
Ялтушківський район ліквідований 3 лютого 1931 року з віднесенням території до складу Барського району.
При заводі запрацював клуб та кінотеатр.

### Роки Голодомору
Містечко постраждало від голодомору 1932—1933 років.

### Друга світова війна
Хоча у 1931—1934 роках під селищем були побудовані три ДОТи, вони виявились не тривкими, до того ж, озброєні лише кулеметами. Тому 15 липня 1941 року німці швидко окупували Ялтушків. Одразу ж на базарній площі було створено гетто. Оскільки Ялтушків був єврейським містечком та славився своєю великою синагогою з парком, побудованою власником цукрового пісочного та рафінадного заводів Іоном Зайцевим. Євреїв зобов'язали малювати жовті кола на одягу, працювати. Їх усіляко цькували, забороняли навіть ходити тротуарами. Більше за все діставалось від нового власника заводів барона фон Люптєва.
20 серпня 1942 розстріляли близько 450 євреїв. 14 жовтня 1942 року німці зібрали більше тисячі євреїв гетто для нібито переміщення в інше місце. Колонну завели на ночівлю до прирейкових складів цукрового заводу, а наступного дня відвезли за 5 км до протитанкового рову поблизу села Мигалівці та розстріляли. Тут у 1962 році між двома братськими могилами буде встановлено меморіальну дошку.
120 молодих людей німці вивезли на роботи до Німеччини.
З осені 1941 року з'являється підпільна група, яку очолив інженер заводу В. Банос. У квітні 1942 створено ще одну групу директора школи І. Щербацького. Вони розповсюджували листівки, виводили з ладу обладнання цукрового заводу.
Близько 500 місцевих жителів боролися на фронтах, безліч із них нагороджено.
25 березня 1944 року після тяжких боїв Ялтушків нарешті було звільнено від окупантів. Загинуло у боях за Ялтушків 360 радянських воїнів.
І вже у вересні 1945 знову запрацював завод.

### Незалежна Україна
12 червня 2020 року, відповідно до Розпорядження Кабінету Міністрів України № 707-р «Про визначення адміністративних центрів та затвердження територій територіальних громад Вінницької області», увійшло до складу Барської міської громади.
19 липня 2020 року, в результаті адміністративно-територіальної реформи та ліквідації Барського району, село увійшло до складу Жмеринського району.

## Населення

### Мова
Розподіл населення за рідною мовою за даними перепису 2001 року:
| Мова            | Відсоток |
| --------------- | -------- |
| українська      | 97,30 %  |
| російська       | 2,59 %   |
| інші/не вказали | 0,11 %   |

## Цукровий завод
Північніше містечка, у 1871 році розташовано цукровий завод Ялтушківського товариства і місцеві мешканці часто потерпали від того, що навесні та восени забруднялась річка Лядова.
При заводі діяла лікарня.
У травні 1905 року відбувся страйк робітників.
За рік завод виробляв 500,000 пудів цукрового піску та 860,000 пудів рафінаду. Тут працювало більше 1700 чоловік.
За часів Першої та Другої світової завод зазнавав значних руйнувань та розкрадань обладнання.
У 1955 році на селекційній станції селекціонер Олександр Попов вивів новий сорт цукрового буряка Ялтушківський одноростковий-2, у 1958 разом із Г. Мокан — районований. Менш відомі гібриди Я-010, Я-026, Я-476, Я-116.

## Відомі люди
- Ієгуда Лейб Сорес (1730—1796) — хасидсьский цадик, герой легенд та єврейського фольклору, чудотворець та заступник євреїв. Похований у Ялтушкові.
- Антонов Віктор Федорович (1977—2022) — старший лейтенант Збройних сил України, учасник російсько-української війни, що загинув у ході російського вторгнення в Україну в 2022 році.[27]
- Бабійчук Георгій Опанасович (нар. 1938) — український кріобіолог, доктор біологічних наук (1987), професор (1990).
- Грималюк Данило — сотник УГА. Помер в цьому селі.
- Довгий Костянтин Миколайович (1976—2015) — солдат ЗСУ, учасник російсько-української війни 2014—2017.
- Золовський Валентин Олегович (12 жовтня 1994 — 6 червня 2023) — учаснник російсько-української війни[28].
- Колесник Ігор Олександрович (24 березня 1988 — 3 травня 2023) — учасник російсько-української війни[29].
- Подолинний Анатолій Мусійович (* 1940) — український письменник, літературознавець, науковець, педагог.
- Прилипко Володимир Петрович (16 листопада 1947 — 21 серпня 2004) — український поет, археолог. Перебував у Національній спілці письменників України, З раннього дитинства до 1965 р. жив тут.
- Шамаєва Кіра Іванівна (нар. 1931) — українська науковиця та музикант, доктор мистецтвознавства (1992), професор (1993), професорка кафедри загального та спеціалізованого фортепіано Національної музичної академії України імені Петра Чайковського (з 1960 року).

## Цікаві факти
- «Camino Podolico» — це подільський шлях святого Якова, який поєднує міста: Вінниця, Бар та Кам'янець-Подільський, а також шлях включає село Ялтушків, як один з етапів маршруту.[30]